# Odyssea (hudební skupina)
Odyssea je rocková skupina z Plzně. Vznikla v roce 1972 pod jménem Koule, Vozembouch. Koncertuje nejčastěji na tanečních zábavách, má za sebou již více než 6 tisíc vystoupení.

## Historie
Odyssea se na začátku 80. let stala asi nejoblíbenější českou zábavovou kapelou, ale jako jedna z mála souborů tohoto typu se dokázala prosadit i na koncertních pódiích. Důvod byl nasnadě - kapela měla totiž repertoár složený pouze z vlastních písniček; kolem roku 1983 se hovořilo, že jich je dokonce okolo sto třiceti . Z jejich charakteru šlo také poznat, kdo je napsal - zatímco Andrejs skládal povětšinou tzv. „hitovky“ a Běhavý se orientoval na „tvrďárny“ pak Nový psal většinou skladby melodičtější, vyhovující jeho hlasovému naturelu. O texty se staral kromě Nového a Andrejse také Pavel Půta, známý z folkového dua Půta-Staněk.
Hudebně byla Odyssea klasický a s energií a chutí zahraný hard rock s výraznými refrény, přičemž všichni hudebníci byli považováni za výborné instrumentalisty, ale zároveň také za zdatné zpěváky. Pěvecké party si většinou rozdělovali Běhavý, jehož nakřáplý vokál s překvapujícím rozsahem vyhovoval spíše drsnějším skladbám, a Nový-Cimbura, který se celkem snadno dokázal poprat i s těmi nejvyššími hlasovými polohami takže dostával přednost v lyričtějších věcech. Texty se pohybovaly od závažných témat (např. skladba „Apartheid“), přes lyrická („Madonna“), střípky ze života („Florenc 16:30“) až k různým vtipným legráckám („Travolto běž“, „Uzenáč“). Soubor natočil několik skladeb pro královéhradeckou a českobudějovickou pobočku Českého rozhlasu, od první poloviny 80. let pak pravidelně vydával singly pod firmou Panton, později Supraphon. V televizi vystupoval několikrát v TKM (finále Hudebního poháru) a také v pořadech Videodisco, Amatéři uvádějí a Hudební aréna.

## Složení
- Václav Běhavý – kytara, zpěv
- Radko Andrejs – kytary
- Jan Nový "Cimbura" – baskytara, zpěv
- Antonín Zimmel – bicí

## Diskografie
- 1990 Po cestě klikatý
- 1993 Tak co vám řekli pane Händel
- 1995 Lážo plážo
- 1996 Je těžké stát se andělem
- 1998 Když jsem tě česal (Odyssea akustik)
- 2002 30 let Odyssey
- 2006 Věčný příběh (Odyssea akustik)
- 2018 History
- 2023 Odyssea 50